# Bladus
Bladus is een geslacht van kevers uit de familie  
kniptorren (Elateridae).
Het geslacht is voor het eerst wetenschappelijk beschreven in 1861 door LeConte.

## Soorten
Het geslacht omvat de volgende soort:
- Bladus quadricollis (Say, 1839)